# Henri de Tenremonde
Henri de Tenremonde (vers 1394-1486) est un homme politique du XVe siècle. Membre d'une famille qui a durablement marqué la ville de Lille, capitale de la Flandre française, d'abord notable et membre du magistrat de Lille, il travaille ensuite au service des ducs de Bourgogne. Il sert trois d'entre eux : Philippe Le Bon, Charles le Téméraire, Marie de Bourgogne. Il devient seigneur de Mérignies où il fonde une dynastie qui va durer quatre siècles jusqu'à la moitié du XIXe siècle.

## Biographie
Henri de Tenremonde procède de la famille de Tenremonde, famille connue dès le XIVe siècle à Lille en Flandre Wallonne, où elle occupe rapidement des fonctions municipales. Elle accède à la bourgeoisie de la ville, puis bénéficie de l'anoblissement  en ce même XIVe siècle. Elle prospère dans les Pays-Bas espagnols, acquiert des fiefs dans la région lilloise et s'y installe durablement. La rue de Tenremonde et l'hôtel de Tenremonde, situés à Lille, témoignent de ce riche passé dans la capitale de la Flandre française. 
Henri de Tenremonde nait vers 1394. Il est le fils de Guillaume ou Willaume alias Louis-Guillaume de Tenremonde, bourgeois de la ville, membre du magistrat de Lille, juré (ou conseiller), échevin, mayeur (équivalent du maire ou bourgmestre), rewart  (chargé de l'ordre ou de la police), anobli en 1391 par le roi de France Charles VI, premier lieutenant du gouverneur du souverain bailliage de Lille, receveur du châtelain de Lille en 1403 et de Jeanne Draghon, fille de Jean, bailli en 1398 de Jean Canard évêque d'Arras, et d'Isabelle Dugardin. 
Henri suit d'abord les traces de son père en remplissant plusieurs fonctions en tant que dirigeant de la ville de Lille. Écuyer, il devient bourgeois de Lille en 1420, roi de l'Épinette en 1421, juré ou conseiller de la commune à moult reprises entre 1421 et 1432-1434, garde-orphène de Lille en 1420, échevin en 1425, rewart à trois reprises, mayeur en 1431.  
De plus de 1421 à 1429, il est changeur de la ville, office exercé en vertu d'un mandement du duc de Bourgogne, adressé au prévôt de Lille. Celui-ci reçoit l'ordre de faire construire une maison sur le marché de la ville, au rez de chaussée, où sera établi un change pour Henri de Tenremonde. En 1433 et 1434, il occupe la fonction de receveur du domaine de la châtellenie de Lille, est choisi par le duc de Bourgogne Philippe Le Bon pour faire partie de son conseil le 13 septembre 1435 avec le titre de conseiller. Il est également conseiller du comte de Saint-Pol, châtelain de Lille.  Il devient enfin commissaire au renouvellement de la loi de Lille, avec la qualité de lieutenant du gouverneur pendant plusieurs années. 
En 1440, il achète la terre de Mérignies et de la Broye à Béatrix de Nédonchel, épouse de Jacques, seigneur de Buisse et de Berlaimont. Henri fonde à Mérignies une dynastie qui va détenir la seigneurie jusqu'à la Révolution française. Après celle-ci, la famille restera parmi les notables de la commune jusqu'au XIXe siècle. 
Seigneur du Gars sur Wazemmes, il détient encore plusieurs fiefs dans les environs, sur Lesquin (fief de Meurchin),  Houplines (fief d'Hébuterne), Frelinghien (fief de Le Becque), Marcq-en-Barœul (fief de la Riandrie), Deulémont (fief d'Ascq), Erquinghem-le-Sec (fief de Biez).  
Au total, il possède une belle fortune, ce qui lui vaut en 1475 de devoir fournir 14 combattants au duc de Bourgogne Charles le Téméraire, au titre de la taxe de guerre due par les possesseurs de fiefs tant nobles que roturiers. Henri sert en 1441 le rapport et démembrement du fief de Meurchin. 
Le 28 février 1477, Henri de Tenremonde, alors âgé de 83 ans, répond avec d'autres notables dont son fils Jean, conseiller pensionnaire (conseiller juridique) et avocat à la gouvernance de la ville de Lille, âgé de 48 ans, à une enquête menée par le gouverneur de Lille, au nom de Marie de Bourgogne, duchesse de Bourgogne, sur le fait de confiscation ou non des biens des criminels de lèse-majesté en la ville et châtellenie de Lille. 
Henri meurt en 1486. 

## Alliance et descendance
Henri de Tenremonde a eu trois épouses .
Il prend d'abord pour femme Marie de la Vacquerie, puis il se marie avec Marie Frémault, fille de Jean et de Jeanne Clencque et enfin il épouse le 30 avril 1420. Jacqueline Frémault (1405-1476), cousine germaine de Marie Frémault, fille de Lotart ou Lothaire , membre du magistrat de Lille et de Catherine Le Nepveu'. Il est enterré avec sa dernière femme, décédée le 23 mai 1476, dans l'église Saint-Étienne de Lille. Leur épitaphe figurait au-dessus de la porte de la sacristie. Il a eu six enfants légitimes et deux enfants naturels :
- Gilbert ou Gavin[12] ou Guillebert[13] de Tenremonde (   -1493), écuyer, fils d'Henri, né du deuxième lit, occupe diverses fonctions à Lille, et au service du duc de Bourgogne, avant de devenir seigneur de Mérignies après son père en 1486, et seigneur du Gars. Il est roi de l'Épinette à Lille en 1446, échanson du duc de Bourgogne Philippe Le Bon, appaiseur de Lille en 1461, bailli d'Armentières en 1465, bailli de Lille en 1485 et 1486. Il a participé à la bataille de Monthléry le 16 juillet 1465 au service du duc de Bourgogne. Il y est très grièvement blessé, et donné pour mort pendant trois jours. Il disait ensuite être convaincu de devoir son maintien en vie et la récupération de ses moyens à l'intercession de sainte Barbe. Il a donné le boulet qui a transpercé son heaume et le dit casque dans la chapelle qui lui est consacrée dans l'église Saint-Étienne de Lille. Son fils Antoine a fait placer une inscription rappelant le secours providentiel qu'il avait reçu par l'intercession de sainte Barbe[14]'[15]. Il meurt en 1493[7]. Il a épousé avant 1453 Antoinette de la Douce, dit de Rabecque, morte avant 1505, fille de Pierre, écuyer et de Catherine de Langlée[14].
- Marguerite de Tenremonde épouse Gérard de Lannoy, non bourgeois qui paye en 1489 à la ville de Lille les droits dus sur les biens hérités par sa femme Marguerite de sa sœur cadette Catherine de Tenremonde.
- Catherine de Tenremonde devient, par contrat passé à Amiens en 1445, la femme de Jean de Parys, écuyer, fils de Robert et de Marie Cardon. Elle prend ensuite alliance, par contrat passé à Lille en 1462, avec Jean de le Cambe dit Gantois, fondateur de l'hospice portant son nom (Hospice Gantois) en 1462, et de la maison des repenties de la Madeleine[16] en 1481, fils de Jacques et de Cécile Dubois. Elle meurt sans enfants vers 1489, laissant pour héritiers son frère Jean et ses sœurs, lesquels donnent quittance pour ces biens à Jean Gantois son mari[1]. Elle est inhumée aux côtés de son mari, mort en 1496, dans la chapelle de l'hospice Gantois[17].
- Jeanne de Tenremonde épouse Wallerand de le Lacherie, notable de Lille, fils de Baudouin, échevin de Lille et de N. Domessent. Son mari décède avant 1490, elle meurt vers 1496[17].
- Jean de Tenremonde, conseiller pensionnaire (conseiller juridique) de Lille va former une branche cadette de la famille. Jean de Tenremonde, ( né vers 1429 -mort avant 1495), écuyer, est le fils d'Henri, et de Jacqueline Fremault sa troisième épouse. Licencié es lois, il est nommé conseiller pensionnaire (conseiller juridique) de la ville de Lille le 3 octobre 1458 et le demeure 32 ans jusqu'au 12 août 1490.  Il hérite de son père le fief d'Hébuterne situé sur Houplines et de Meurchin situé sur Lesquin et relève la bourgeoisie de Lille le 17 décembre 1456. Il répond avec son père à l'enquête menée en 1477 au nom de Marie de Bourgogne par le gouverneur de Lille.. En 1492, il fait un prêt à la ville de Lille et meurt avant 1495. Il épouse vers 1456 Marie du Bosquiel, fille de Jean dit Le Grand Bosqueau et de Catherine de Bouvines; elle teste et décède vers 1503[18].
- Enfant naturel : Gahenry ou Gaheriet de Tenremonde, fils naturel d'Henri et de Catherine Maroye, reconnu par son père devant l'échevinage de Lille. Reçu comme fils de bourgeois, il prend pour femme une fille de Pierre de Menin, bourgeois de Lille et meurt en 1481. Il a eu deux enfants, un fils légitime Allard deTenremonde, qui relève la bourgeoisie de Lille le 12 octobre 1481, et un fils illégitime Antoine de Tenremonde, dont la mère est Pasquette Delequellerye. Il est légitimé par lettres patentes de l'archiduc Maximilien données en octobre 1493 à Malines, moyennant finances.
- Enfant naturel : Jean de Tenremonde, fils naturel d'Henri et de mère non connue. Il devient notaire et secrétaire du roi Louis XI, receveur général du comté de Ponthieu en 1465. Il bénéficie d'une faveur certaine à la cour du roi qui le nomme en 1467, receveur ordinaire de Paris. il prête serment devant la Chambre des comptes de la ville en début d'année 1467. Des lettres données par Louis XI à Thouars en 1464 le légitiment, avec exemption de finances, contrairement aux édits et statuts du royaume[19].

## Armes
Les membres de la famille de Tenremonde ont pour armes : « Plumeté d'or et de sable », reprises par la commune de Mérignies.